# Abbaye Saint-Marcel-lès-Chalon
Pour l'abbaye cistercienne Saint-Marcel située en Tarn-et-Garonne, voir Abbaye Saint-Marcel.
L'abbaye Saint-Marcel-lès-Chalon, située à Saint-Marcel près de Chalon-sur-Saône en Saône-et-Loire, est une ancienne abbaye de moines bénédictins qui fut rattachée à l'abbaye de Cluny entre 979 et 988, puis devint un prieuré.

## Historique
Pour avoir refusé d'adorer les dieux païens, un diacre du nom de Marcel fut condamné par un gouverneur du nom de Priscus à être écartelé en étant attaché à des arbres, flagellé, livré aux flammes et enterré jusqu'à la ceinture dans le champ d'un dieu Bacon, où il agonisa pendant trois jours et mourut le 4 septembre 177. Ce diacre fut vénéré et un oratoire fut dressé sur les lieux de son supplice. Puis, en 577-579, Gontran, roi de Bourgogne voulut honorer sa mémoire et y fit élever une abbaye pour y être enseveli auprès de la dépouille du saint. Il ne subsiste plus rien de ce premier édifice qui fut construit par des moines qu'il fit venir de l'abbaye d'Agaune dans le Valais en Suisse.
Ravagée par les Sarrasins qui pillèrent Autun en 731, elle passa sous l'autorité des évêques de Chalon. Charlemagne en 779 renouvela ses privilèges, dont l'immunité, par un diplôme. Le monastère devint un chapitre et les moines furent remplacés par des chanoines sous l'autorité des comtes de Chalon, dont Guerin de Provence (mort en 853).
Le pape Jean VIII vint séjourner deux semaines à l'abbaye en 878, lors de son retour du concile de Troyes. Puis la région va subir les invasions des Normands. Le 18 mai 882 a lieu à l'abbaye un concile au cours duquel les évêques confirment au monastère ses biens présents et à venir et la possibilité aux moines de choisir librement leur abbé, y souscrivent les évêques de Mâcon : Gontard (879-885) ; de Valence : Ratbert (vers 854-vers 880) ; de Vienne : Ottramne (876-vers 885), ainsi que l'archevêque de Lyon : Aurélien (875-895). En 937, Fleurey, Chalon et toute la vallée de la Saône sont dévastés par une invasion hongroise. 
Geoffroy Ier d'Anjou, comte de Chalon donne l'abbaye à l'abbaye de Cluny avant 987, Saint-Marcel devient alors un prieuré clunisien et le restera jusqu'à la Révolution qui va disperser de tous les biens du prieuré. Le 5 mai 999, au monastère le fils de Lambert, Hugues, comte de Chalon et évêque d'Auxerre fait don de Paray-le-Monial à l'abbaye de Cluny en présence du roi de France, du duc de Bourgogne et de trois évêques.
Le 25 février 1290, les prieurs de Saint-Marcel exposent la situation des décimes à Nicolas IV. Guillaume d'Igé est autorisé par le pape à prélever 1/20e pendant 6 ans non seulement sur toutes les églises pour lesquelles Cluny a un droit de collation, puis Boniface VIII à nouveau pour 6 ans.
En 1318, les moines sont remplacés par des bénédictins anglais.
En 1462, le cardinal Rolin donne une charte d'affranchissement aux habitants de Saint-Marcel, confirmé par Philippe le Bon le 27 octobre 1462, les habitants devant la corvée de bois au prieuré.

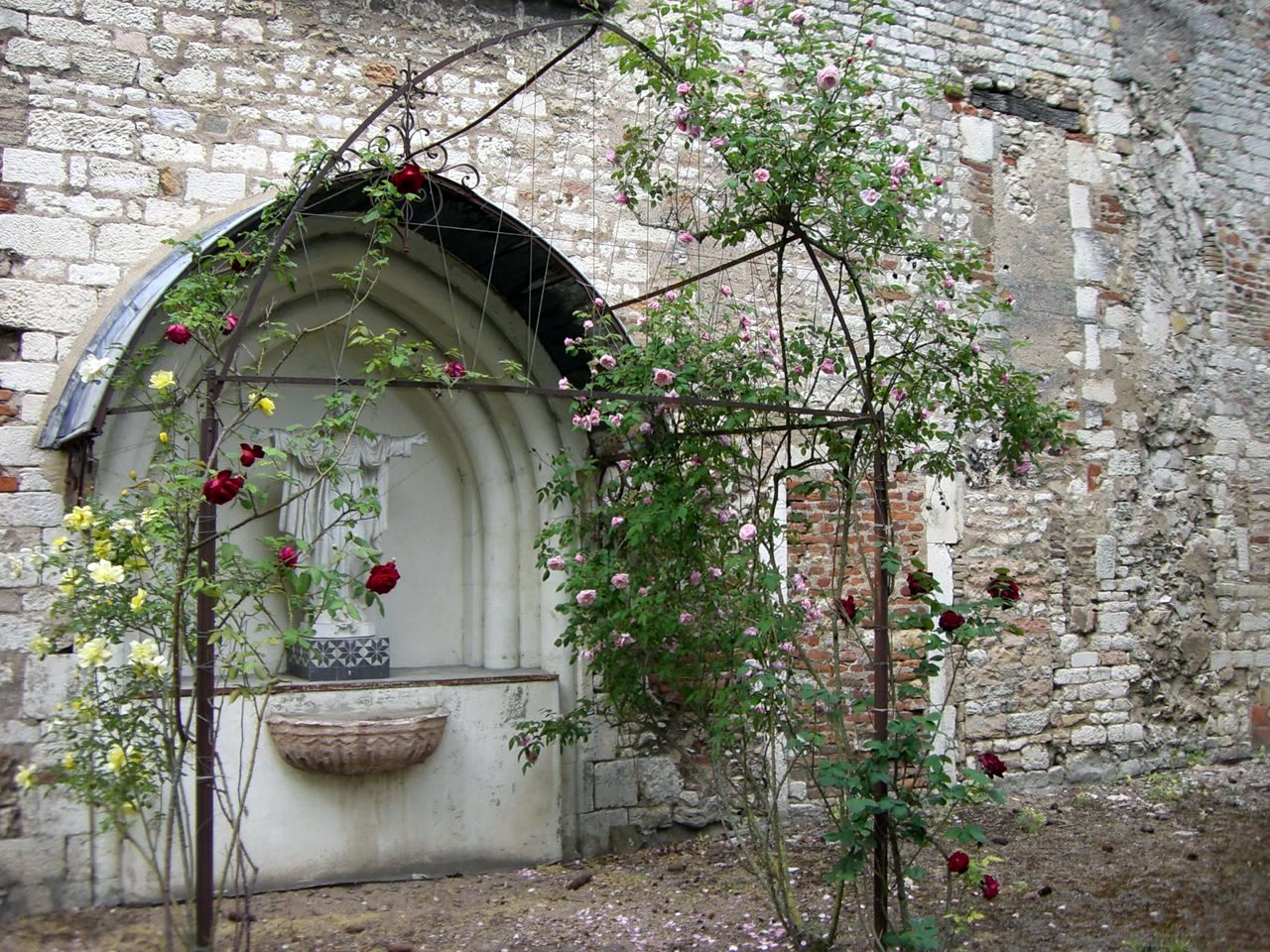
Mur extérieur droit de l'abbaye.

## Architecture

### L'église
L'édifice actuel date des XIIe siècle et XIIIe siècle sur des vestiges du bâti ancien de la basilique construite à la demande du roi Gontran. Elle fut restaurée au XIXe siècle et au début des années 2000. C'est une église à chevet plat orientée, avec des chapelles englobant un transept aux bras non saillants. La nef centrale est à 5 travées, avec piliers carrés à colonnes engagées, grandes arcades brisées, fenêtres hautes et voûtes d'ogives sur doubleaux brisés, flanquée de deux collatéraux Nord et Sud, voûtés d'arêtes sur doubleaux. Son porche occidental est surmonté d'un clocher. Le voûtement de croisée d'ogives avec clefs de voûte peintes et arêtes sur les bas-côtés. Les chapiteaux sont décorés à feuilles d'eau plates et à crochets.
On y chantait, à l'origine, l'office jour et nuit sans interruption (Laus Perennis).
L'église est classée au titre des monuments historiques par la liste de 1862.
Parlant de l'église, vers 1845, l'abbé Cazet, chroniqueur de la Société d'histoire et d'archéologie de Chalon, disait : « L'église de Saint-Marcel est chère au cœur des Chalonnais. Le court espace qui la sépare de leur ville est pour eux une facile promenade où tout les invite, la beauté du lieu et les grands souvenirs de leur histoire. »

#### Le clocher
L'église abbatiale comprend un clocher carré qui s'élève sur deux étages au-dessus du porche occidental à grandes arcades et petites baies géminées qui éclairent la chapelle haute.
Au premier étage se trouve la chapelle haute dédiée à saint Michel, et ornée de peintures murales des XIIIe siècle et XIVe siècle représentant des scènes des martyres de sainte Catherine, saint Marcel, saint Valérien, et une Crucifixion avec donateur au pied de la Croix. Cette tour clocher fut très remaniée ; c'est une construction du cardinal-prieur Jean Rolin. Elle subit les destructions révolutionnaires et fut reconstruite sur deux niveaux en 1890. Le clocher comporte quatre cloches. Sur la façade se trouve un médaillon de la Fédération des sites clunisiens. Les murs extérieurs comportent différents remplois de matériaux, pierres et briques.
Un second clocher, dit des Moines, s'élevait au nord à la croisée du transept et fut détruit à la Révolution (1793-1795).

#### L'entrée
La porte d'entrée à deux battants ouvre sur la nef à  cinq travées. Au sol en entrant un sarcophage d'époque gallo-romaine de Maritus découvert dans la nécropole antique à proximité. Sur le mur du fond, à droite de l'entrée une statue de sainte Thérèse et, à gauche, une statue de saint Joseph. À l'extérieur, au-dessus de la porte sur le fronton, le Martyre de saint Marcel (1736, date de travaux d'aménagement).

#### Le chœur
Autel en marbre porphyre. Reliquaire de saint Marcel, deux anges soutiennent sa châsse. Le reliquaire original de Guillaume Boichot (Chalon-sur-Saône, 1735 - Paris 1814) a disparu. Celui-ci provient de La Ferté avec un socle en marbre de porphyre. De chaque côté, niches et placards liturgiques. Inscription romane du XIe siècle (reliques). Stalles et boiseries du XVIIIe siècle.

#### Collatéral sud
- à hauteur de la cinquième travée : plaque commémorant le passage de deux papes. Inscription romane du XIe siècle relative à la consécration de reliques. Martyre de saint Laurent ;
- à hauteur de la quatrième travée : banc des maires et fabriciens. Les fabriciens étaient chargés de la gestion des biens de la paroisse qui regroupaient les communes de Lans, Épervans, Saint-Marcel (Saône-et-Loire), Oslon et Châtenoy qui participent toujours aux dépenses ;
- à hauteur de la troisième travée : plaque à la mémoire de Pierre Abélard, religieux et philosophe qui mourut en ce prieuré le 21 avril 1142. Au-dessus, un tableau : Résurrection de Lazare, patron du diocèse d'Autun ;
- à hauteur de la seconde travée : chapelle ouverte au XIVe siècle, elle fut restaurée en 1877 par le curé Bouchard. Elle était sous le vocable de Saint-Marcel. Bâton de procession de saint Isidore, patron des maraîchers, conduisant sa charrue tirée par des bœufs. Au-dessus de l'autel, Descente de la Croix, grand retable du XVIIe siècle.

#### Collatéral nord
- Au niveau de la première travée : les fonts baptismaux, derrière ceux-ci, un panneau réalisé par des jeunes de la paroisse, retraçant le périple des premiers évangélisateurs de la Gaule[7] ;
- Au niveau de la quatrième travée : plaques commémoratives des victimes des deux dernières guerres et des bienfaiteurs de la restauration de l'église en 1877 ;
- Au niveau de la cinquième travée : orgue de Curt Schwendekel vers 1965

#### Les transepts
- transept sud :
  - chapelle de la Vierge : Vierge à l'Enfant ;
  - Première prédication de saint Pierre à Jérusalem, huile sur toile de Guillaume Boichot ;
- transept nord :
  - Flagellation de saint Marcel, huile sur toile de François Devosge (1732-1811) ;
  - chapelle Saint-Marcel : cette absidiole est une des parties les plus anciennes de l'édifice avec une voûte en cul-de-four polygonal, soulignée par trois grosses nervures. Statue en bois de saint Marcel datant du XVIIIe siècle, grille autour d'un puits évoquant le martyre, dont l'eau était jadis réputée guérir des maux de tête[8]. Sur le devant de l'autel sculpture représentant L'Annonciation, encadrée par deux statues, dont sainte Catherine à gauche.

### Les bâtiments conventuels
Les bâtiments furent détruits en 1793-1795.

### Le cloître

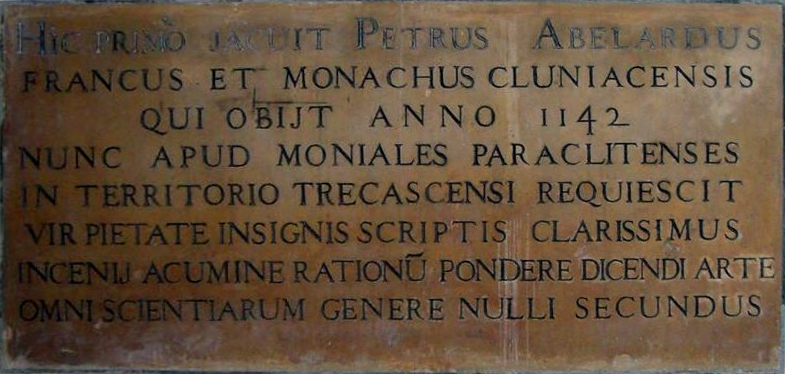
Épitaphe de Pierre Abélard.

La chapelle Notre-Dame est bâtie dans le cloître à côté de l'église. Elle reçut la première sépulture d'Abélard ; les moines lui érigèrent plus tard un cénotaphe en pierre. Ce monument fut ensuite transféré dans le collatéral droit (sud) de l'église, puis vendu à un paysan pour en faire une auge à la Révolution. Acquis par Guillaume Boysset, en très mauvais état, il échut à Alexandre Lenoir grâce au sculpteur Guillaume Boichot. Il est ensuite intégré au monument funéraire d'Héloïse et Abélard, qui se trouve depuis 1817 au cimetière du Père-Lachaise (Paris).

## Le cimetière
Obituaire, fondations d'anniversaires et sépultures
- époque gallo-romaine : sarcophage de Maritus découvert à proximité dans la nécropole antique et placé au sol à l'entrée de l'église ;
- 177 : saint Marcel, diacre martyr ;
- 580 : saint Agricole, évêque de Chalon ;
- 592 : Gontran, roi, mort le 28 mars 592 ;
- 1142 : Abélard, moine.

## Devise
« D'or à quatre barres de gueules »

## Abbés, prieurs et recteurs
Abbés
- 592 : Apollinaire, également abbé de Saint-Èvre de Toul, Saint-Bénigne de Dijon et Saint-Èvre de Toul ;
- 779 : Huebertus, recteur de la basilique Saint-Marcel ;
- 835 : Garinus, comes monasterium commissum habens ; il s'agit de Guérin, comte d'Auvergne, puis de Chalon et Mâcon, conseiller politique de Louis le Pieux et de Charles le Chauve, enterré à Cluny.
- 873 : Leuterius, prepositus et advocatus de Saint-Marcel ;
- 878 : Dominus Datus, prepositus Saint-Marcel ;
- 960 : Rotbertus, comes qui abbatiam tenebat ;
- ? : Frotgarius, prepositus (charte 103).

l'abbaye est soumise à Cluny entre 979 et 999 (date incertaine)
Prieurs
- 1043 : Heinricus ;
- ? : Stephanus ;
- 1048 : Siefredus ;
- 1072-1075 : Alvisius ;
- 1093 : Girardus, ou Giraldus ;
- 1093 : Bernard  Gros de Brancion (mort après 1125), ou Bernardus Grossus, qui deviendra chambrier de Cluny en 1105 et grand-prieur de Cluny  en 1110 ;
- ? : Arthaldus ;
- ? : Narduinus ;
- 1096 : Gaufredus (1090) ;
- 1104 : Hugues de Die, archevêque de Lyon vers 1085-1106, camérier de Lyon, évêque de Die, mort à Suze en Piémont le 7 octobre 1106 ;
- 1114 : Hugo Beraldi ;
- 1120 : Philippus, oncle de Guy de Verdun ;
- 1140: Dom Arnaud ;
- Étienne Ier de Boulogne ;
- Yves Ier de Vergy ;
- Guillaume IV d'Igé.

Prieurs commendataires
- 1431-1481 : Jean Rolin, cardinal-prieur ;
- 1481-1501 : Jean VI Rolin, évêque-prieur ;
- Vers 1520 : Antoine de la Mark ;
- 1700 : Alexandre de Foudras de Châteaudier, chevalier de l'ordre de Saint-Jean de Jérusalem[note 2].

## Moines et personnalités notables
- 878 : Jean VIII, pape[note 3] ;
- 999 : Robert II de France, Odilon de Cluny, Henri Ier de Bourgogne ;
- Vers 1140 : 21 avril 1142, Pierre Abélard[note 3] ;
- 1805 : Pie VII, après le sacre de Napoléon Ier[note 3].

## Pouillé et terriers
(liste chronologique)
- 878 : Bouzeron confirmation par le pape Jean VIII ;
- terres à Charrecey.

### Églises et prieurés
- 586 : prieuré Saint-Marcel de Fleurey-sur-Ouche. Donné par Gontran en 586, les abbés en sont seigneurs et décimateurs et possèdent également le moulin des Roches. En 1318, les abbés perçoivent une taille de 50 livres et le revenu pour le prieuré de plusieurs terres et de 700 arpents (357 ha) de bois. À cette date ils sont remplacés par des bénédictins anglais dépendant de Cluny ;
- Vers 990 : les biens du prieuré Saint-Christophe de Ruffey-sur-Seille sont usurpés au profit de Saint-Marcel ;
- 1072 : l'église Saint-Georges de Fleurey-sur-Ouche est cédée par Hugues, évêque de Langres, excepté la justice ;
- 1074 : église d'Aluze avec maison contigüe[note 4]. - Alusia, 1015 (Cart. Saint-Marcel, Canat) ; - Aluyse, 1258 / 1259 (Canat, Doc. inéd., 1, p. 165) ; - Alluseya, 1326 (Bellecroix, H) ; - Aluysia, 1338 (Bellecroix, H) ; - Aluse, 1360 (C.O., B 11538, f. 32) ; - Aluise, 1484 (Bellecroix, H) ; - Allusia, xve siècle (obit., p. 576) ; - Aluze, 1757 (C.O., C 3530, p. 5)] ;
- 1092 : confirmation des biens de Ruffey : prieuré St Christophe et église de Saint-Agnan au profit de l'Abbaye Saint-Marcel ;
- Avant 1492 : Dampierre-sur-Salon, le prieur dessert également la chapelle d'Autet ;
- 1492 : rattachement de la chapelle d'Autet au prieuré.

## Cartulaire
- Paul Canat de Chizy, Cartulaire du prieuré Saint-Marcel-lès-Chalon, publié d'après le manuscrit de Marcel Canat de Chizy, Chalon-sur-Saône, 1894, Société d'histoire et d'archéologie de Chalon-sur-Saône[12].
- 561-593 : Ordinatio Gontranni regis, ordre de Gontran, roi de Bourgogne, pour construire le couvent.(VII) (document suspect)
- 586 : charte de Gontran concédant Fleurey et ses dépendances à l'abbaye.
- 30 avril 779 : Exemplar de illa immunitate Sancti Marcelli quod dominus Karolus rex fleri jussit in Arastalio palatio ; Charlemagne confirme à l'abbaye l'immunité accordée par ses prédécesseurs[13] (III)
- 835 : Carta Ludovici serenissimi Imperatoris et Regis, diplôme de Louis le Débonnaire. (IV)
- 872 : confirmation du pape Agapet (faux). (I)
- 872 : confirmation de Charles le Chauve. (II)
- 873 : Carta de Sancto Laurentio, charte décret du Concile tenu en l'église Saint-Laurent qui restitue au monastère cette église, située au faubourg de Chalon-sur-Saône. (XXVIII)
- ? : Carta de Albiniaco, Durannus donne ce qu'il possède à Aubigny, au lieu-dit Amaverba. (XXIX)
- ? : Carta de Letva, Thibaut  comte donne la villa de Latua à condition qu'Ermensende, sa parente, en jouira pendant sa vie. (XXX)
- 878 : Privilegium Sancti Marcelli martyris, Bulle du Pape Jean VIII, concernant Fleurey et Bouzeron. (V)
- 903 :Carta de duobus curtilis in villa Bacias, Henri donne un curtil à Bey. (XVI)
- 920 : Carta de terra quœ est sita in fine Baiacensium, Eduardus donne une vigne à Bey. (XVII)
- 924 : Carta de Scociolis, Ermengarde, comtesse et son fils Gillebert donnent en précaire à Warulfe fils de Warulfe des terres à Ecoles en Mâconnais. (XXVII)
- 988-999 :  Carta Roberti  Vicecometis Cabillonensis, il cède ses droits sur un homme non libre. (VIII)
- Don par Geoffroy d'un homme et de dîmes à Saint-Marcel. (IX)
- 993 : Carta de Rixiliaco, Racculfus donne un curtil et une vigne à Russily. (XXII)
- 994 : Carta Rodolphi de Rixilliaco, il vend deux champs à Russilly. (XXIII)
- 994-1048 : Carta Fulchonis, il donne une place dans l'intérieur de la ville de Chalon. (XXVI)
  - 999 : Hugues, comte de Chalon et évêque d'Auxerre, confirme la donation de Saint-Marcel à Cluny faite par son prédécesseur Geoffroy Grisogonelle, comte d'Anjou et (par mariage) de Chalon. Cartulaire de Cluny n° 2484.
- 1004 : Carta de Mercuriaco, Vitgerius, sa femme Oltregildis et leur fils vendent des vignes à Mercurey. (LXI)
- 1006 : Carta de Sauriaco, Gerberge et Béranger, son fils donnent un curtil au lieu dit Sauricus. (XIV)
- 1008 :  arta de villa Olonse, Teduinus donne un curtil à Olons. (XV)
- 1016 : Carta de Oratorio et de Siniciaco, Duramus donne une terre à Ouroux, à condition d'en jouir pendant sa vie. (XVIII)
- 1016 : Carta Umbaldi de terra quœ jacet Oratorio, Bavone, Gelciaco, Gratelle, il donne tout ce qu'il possède. (XIII)
- 1020 : Carta Bertumi de terra quœ est in villa Sancti Mauricii, Don d'une manse à Saint-Maurice. (XII)
- 1031-1060 : Carta Deodati de terra quœ est apud Varenas il donne un curtil à Varennes et une manse à Servigny. (XX)
- 1039-1065 : Carta tetbaldi comitis Cabillonensis, Confirmation de l'Union de Saint-Marcel à l'Abbaye de Cluny. (VI)
- 1039-1067 : Carta Roberti, Walterii, Guidonis, Pontii, Bernardi, Robert et ses cousins donnent la manse Sachœredium et la terre Moncol… (XXIV)
- 1043 : Carta de terra quœ est sita Oratorio villa, Eldradus et son frère Warinus donnent une manse à Ouroux. (XIX)
- 1048 : Carta Vigerii, il vend son alleu à Saint-Marcel. (XXV)
- 1050 : Carta Roberti de manso in villa  Chiriaco, Robert donne une manse à Chirey avec l'esclave qui l'habite. (XXI)
- Carta de Letva, Thibaut, comte donne la villa de Latua à la condition qu 'Ermensende, sa parente en jouira pendant sa vie… (XXX)
- 1060-1108 : Carta Mercuriaci, Thomas vend une terre à Mercurey. (LVIII)
- Carta Vigerii monachi, il vend une manse avec un moulin situé à Charrecey et deux autres manses. (LIX)
- Carta Hugonis de Marneio, il donne une manse de Altimunt et une autre dans les Vaux... (LX)
- 1067-1079 : Carta de Rufiaco d'Escoens, Hugues II de Montfaucon, archevêque de Besançon, concède l'église de Ruffey. (LXXI)
- 1072-1079 : Carta de Floriaco, Hugues, évêque de Langres, cède l'église Saint-Georges de Fleurey, se réservant la justice. (XXXV)
- 1073 : Carta de Pontidoti, Humbert, seigneur de Neublans et de Navilly, donne l'église de Pontoux et celle du château de Navilly. (XXXIX)
- 1073-1087 : Carta de Treva, Hugues seigneur de Traves donne l'église de St Marcel, sise au château de Traves. (XXXI)
- 1074 : Carta de Alusia, Bernard et son frère Hugues donne l'église d'Aluze et une maison contigüe (XLVII)
- vers 1074 : Carta Bernardi militis, Il donne des terres et un esclave. (XLVIII)
- Carta Constaboli, il donne un pré à Aluze. (XLIX)
- 1075 : Carta de Floriaco, Colloque tenu au château de Palleau, pendant lequel furent restitués à Saint-Marcel plusieurs biens par quelques seigneurs. (XXXIII)
- 1075 : Carta de Chasapot, Guillaume et Raymond donnent ce qu'ils ont à Marnay et Chazaut[note 5]. (LV)
- 1077 : Carta Hugonis comitis Cabillonensis, il reconnaît aux moines la propriété  de ce qu'ils pourront acquérir. (X)
- 1077 : Carta de Piscaria inter Vicumgiacum et Morolegiacum, don de pêcherie entre deux lacs près de Saint-Marcel. (XI)
- 1079 : Carta de Vire , Hugues de Virey, donne quatre manses, un breuil et une forêt. (LXVIII)
- vers 1080 : Carta de Rofiaco de Escoens, Titellus donne des biens à Salao, Girifontana, et la villa se Saint-Corneille et Ottrecus. (LXXIIII)
- 1086-1090 - Carta de ecclesia Sancti Aniani, Hugues archevêque de Besançon, donne l'église de St Aniane. (LXXIV)
- vers 1090 : Carta de Pontidoti, Thibaut de Navilly donne son alleu de Pontoux et deux manses à Charnay et à Chazelle. (XL)
- vers 1090 : Carta Guidonis de Verduno de Ecclesia de Naviliaco, il donne l'église de Navilly et celle de Parrecey. (XLII)
- 1090 : Carta de Nantone, Etienne Leroux, donne une manse à Nantoux et son alleu de Pontoux. (XLIII)
- 1091 : Carta Cultilis et Boseronensi, Robert de Chagny, donne la manse de Cultis et une autre manse à Bouseron. (LXVII)
- 1092 : Carta de Rofiaco de Escoens, Aldaberga et ses fils donnent l'église de Ruffey, un curtil et la justice du cimetière, etc. (LXXII)
- vers 1093 : Carta de Pontidoti, Ansédée, seigneur donne quatre curtils à Pontoux. (XXXVII)
- 1093 : Alia Carta de Ansedeo, Ansédée confirme les dons de son père Humbert. (XXXVIII)
- 1093: Carta Heldini de Vire , Il donne ses biens de Virey pour sa sépulture à Saint-Marcel. (LXIX)
- 1096 : Carta de Pontidoti , Ansédée, seigneur de Navilly, donne ce qu'il possède à Pontoux. (XXXVI)
- 1104 : Carta de Floriaco,  Hugues, duc de Bourgogne, renonce aux droits qu'il prétendait sur quelques hommes. (XXXIV)
- 1107 : Carta de Alusia, Hugues Salichier et Ayrard de la Marche donnent ce qu'ils possèdent à Aluze. (LII)
- vers 1108-1120 : Carta Walterii de Alusia et Grossæ uxoris ejus, ils donnent un pré et un moulin à Massilonge. (LIII)
- Carta de Alusia et de Ruiliaco, Robert d'Aluze donne après sa mort ce qu'il possède à Aluze et à Rully. (LIV)
- 1112-1120: Carta pagani cognomento Arlebaldi. Il donne sa part d'une terre à Chevenes entre Bousseron et le Château de Chagny. (LXX)
- vers 1118 : Carta de Pontidoti, Thibaut et Robert de Navilly donnent ce qu'ils ont à Pontoux (XLIV)
- Carta Rainerii de Frangiaco, de terra quæ est apud Pontodicum, Rainier de Frangy donne ce qu'il a à Pontoux.(XLV)
- 1118-1120 : Carta Guidonis de Verduno de calumnia quam ipse faciebat apud Pontidotum. Accord sur le péage du Doubs. (XLVI)
- vers 1120 : Alia Carta, Etienne de Neublans donne la villa de Pontoux. (XLI)
- 1120 : Carta de Alusia, Robert d'Aluze, donne ce qu'il a à Aluze et à Rully. (L)
- vers 1120-1123 : Carta Videbergue de Alusio, elle donne la totalité de ses biens. (LI)
- 1120-1123 : Carta de Monteacuto, Acherea donne la manse d'Uldrie. (LVI)
- 1120-1123 : Carta de Alusia, Moranus de la Porte et Bernard Prochilla son frère vendent ce qu'ils possèdent à Charrecey. (LVII)
- 1120-1123 : Carta Bernardi de Marne, Il donne tous ses biens. (LXII)
- 1120-1123 : Carta Hugonis de Marne, il donne tous ses biens se réservant la jouissance viagère de la dot de sa femme. (LXIII)
- 1120-1142 : Carta de Ance, Ponce de Blaisy donne à Hugues duc de Bourgogne, la villa d'Ance, lequel en fait don à Saint-Marcel. (XXXII)
- Carta de Marne, Idmarus, confirme la donation de la villa de Marnay, faite par son frère Robert. (LXIV)
- Carta de Marne, Rodolphe donne sa moitié d'un champ situé à Marnay. (LXV)
- Carta Wilelmi de Marne, Accord touchant l'achat d'un pré et d'un moulin à Marnay. (LXVI)
- 1462 : parchemin calligraphié et enluminé avec le sceau du Parlement de Bourgogne :confirmation par les moines de l'abbaye de la Charte d'affranchissement du Cardinal Rolin et prieur de l'abbaye, aux habitants du lieu[14].
- 1488 : charte établissant le patrimoine foncier du village et redéfinissant les droits du prieur de Saint-Marcel.

## Présence européenne
Le Conseil de l'Europe a décerné à la Fédération des Sites Clunisiens, en octobre 2005, la mention Grand itinéraire du Conseil de l'Europe à l'instar des chemins de Compostelle.

### Sources
- Manuscrit du président Bouhier (BnF, fonds Bouhier, latin 37, n°17091. Cartularium Sancti Marcelli in suburbio Cabilonensi (contient 119 chartes)
- Cartularium Sncti Marcelli Cabillonensis, Saint-Germain lat. 1055/2 (119 chartes)
- Cartularium prioratus Sancti Marcelli Cabilonensis transcriptum per me D. Odonem, alias Jacobum Camuset, Cantorum Sancti Marcelli Cabilonensis, copie s'arrêtant à la charte  Guidonis de Verduno de ecclesia Mariliaco - Notum sit omnibus (41 chartes (BnF, monastieum benedictinum, t. XXII, lat. 12679.f.351)
- Extrait du Cartulaire de Saint-Marcel de Chalon, contient 11 chartes de 1073 à 1096 (Archives de la Côte-d'Or)
- Extrait de trois chartes n°15,93,95 copiées dans un petit recueil concernant les bois de Lans, copie du XVIe siècle (Archives de Saône-et-Loire, fonds Saint-Marcel)
- Extrait de cinq chartes concernant le prieuré de Pontoux, n°36,39,41,44,45. Copies incomplètes avec deux copies de la charte notariée n°39 (Archives de Saône-et-Loire, fonds Saint-Marcel) |XVIIIe siècle
- Aubrée, BnF, lat.12824
- Baluze, Ext 39.f.93 (BnF)
- BnF: extr. 13813.f.141. - extr.13819,f.74. - extr.12679,f.336.
- Collection Canat de Chizy.